# Preko
Preko est un village et une municipalité située sur l'île d'Ugljan, dans le comitat de Zadar, en Croatie. Au recensement de 2001, la municipalité comptait 3 871 habitants, dont 86,57 % de Croates et le village seul comptait 1 351 habitants.

## Localités

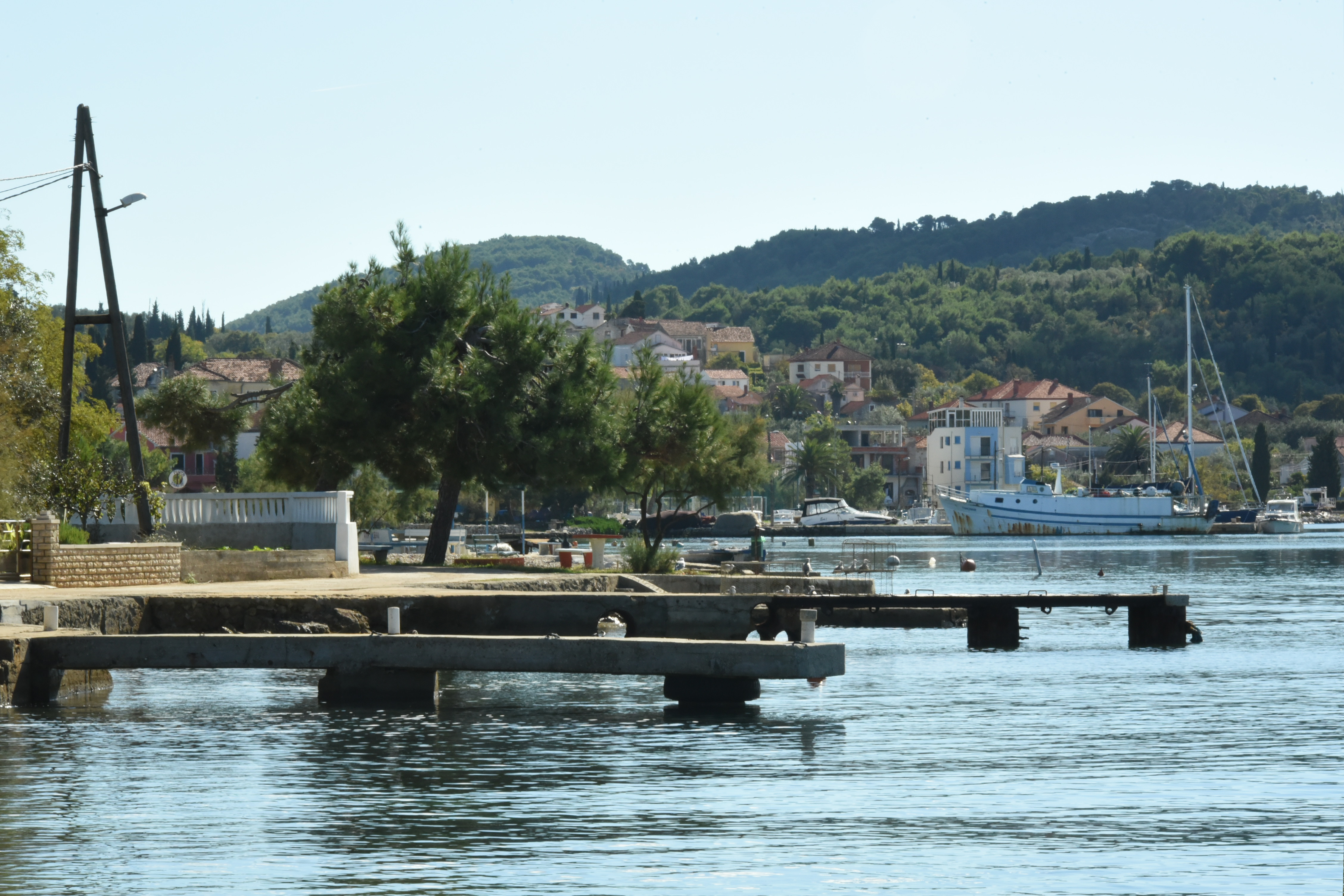
Façade littorale de Preko, sur l'île d'Uglian, en Croatie

La municipalité de Preko compte 8 localités :
- Lukoran
- Ošljak
- Poljana
- Preko
- Rivanj
- Sestrunj
- Sutomišćica
- Ugljan